# Каттер, Стефани
Сте́фани Ка́ттер (англ. Stephanie Cutter; 22 октября 1968, Тонтон, Массачусетс, США) — американский юрист и политический консультант. В 2012 году она занимала должность заместителя руководителя предвыборного штаба кампании переизбрания президента Барака Обамы.

## Личная жизнь
У Стефани есть ребёнок (род. в марте 2014).